# Aeroportul P.C. Pelser
Aeroportul P.C. Pelser (IATA: KXE, ICAO: FAKD) este un aeroport din Provincia North West, Africa de Sud.
Situat la o altitudine de 1.354 m, aeroportul dispune de o singură pistă.